# Eyðun Elttør
Eyðun Elttør (født 23. marts 1941 i Klaksvík) er en færøsk maskinist og politiker (SF).
Han var olie- og miljøminister i både Anfinn Kallsbergs første og anden regering 1998–2004. I slutningen af 1990erne øjnede myndighederne mulighed for at udnytte olie- og gasforekomster i den færøske havsokkel, men ingen fund har endnu vist sig at være rentable. Administrationen af olieområdet blev i 2004 udskilt fra Elttørs ministerium som et selvstændigt direktorat, Oljufyrisitingin. Resten af ministeriet indgik i indenrigsministeriet. Elttør var formand for Sjálvstýrisflokkurin 2001–2003. Han var kandidat til Lagtinget både i 2002, 2004 og 2008, men blev aldrig valgt ind.
Han er pensioneret maskinist og bosat i hjembyen Klaksvík. Elttør har vært skibsmaskinist, maskinist i elselskabet SEV og ansat i det færøske arbejdstilsyn.